# Gila modesta
Gila modesta är en fiskart som först beskrevs av Garman, 1881.  Gila modesta ingår i släktet Gila och familjen karpfiskar. IUCN kategoriserar arten globalt som akut hotad. Inga underarter finns listade i Catalogue of Life.